# Cape Bougainville
Cape Bougainville är en udde i territoriet Falklandsöarna (Storbritannien). Den ligger i den nordöstra delen av ögruppen, 60 km nordväst om huvudstaden Stanley.